# Gentiana pubigera
Gentiana pubigera là một loài thực vật có hoa trong họ Long đởm. Loài này được C.Marquand mô tả khoa học đầu tiên năm 1928.